# アロハ・スタジアム
アロハ・スタジアム（Aloha Stadium）は、アメリカのハワイ州ホノルルに所在する球技場。カレッジフットボールのハワイ大学ウォーリアーズの本拠地である。1980年以降は2010年、2015年を除いて、2016年までNFLのオールスターゲームであるプロボウルが開催され続けてきたことで有名であり、他にもカレッジフットボールのボウルゲームの一つハワイボウルが開催されている。また、2008年2月にはアメリカ、日本、オーストラリアの各プロサッカーリーグの代表チームによるパンパシフィックチャンピオンシップが開催された。
2007年上半期には2億1600万ドルの費用をかけて大改修工事を行った。

## 概要
杮落としは1975年9月12日。それまで、ハワイ大学の本拠地だったホノルル・スタジアムから移転した。基本的にはアメリカンフットボール競技場だが、観客席のうちメインスタンドとバックスタンドが中央から分かれ、それぞれ北側と南側につく大掛かりな可動式とした設計で、改修前は野球場としても使用できた。
かつてはマイナーリーグベースボールAAA所属のカンザスシティ・アスレチックス傘下ハワイ・アイランダーズ（現コロラド・ロッキーズ傘下コロラドスプリングス・スカイソックス）の本拠地となっていた時期もあり、また1997年にはメジャーリーグ公式戦セントルイス・カージナルス対サンディエゴ・パドレス戦が開催されたこともある。しかし、前述の2007年の改装に際して、観客席の可動システムの老朽化と維持費削減を理由に野球場としての機能は廃止され、現在はフットボール専用となっている。
コンサートとしての使用も多く、ローリング・ストーンズ、セリーヌ・ディオン、U2、ジャネット・ジャクソンなど多くのアーティストのコンサートが行われた。日本人アーティストとしては、2000年6月1日にTUBEがデビュー15周年記念コンサートを行った。このコンサートの成功を記念して、当時のハワイ州知事ベン・カエタノはこの日を「TUBE DAY」と定めた。
また、週末にはスタジアム周辺の公園にてフリーマーケットが開かれている。
老朽化による建て替えが検討されていたが、新型コロナウイルス感染症の影響により、2020年12月7日より閉鎖されていた。
2023年2月25日には最後のイベントが行われた。
2027年の完成予定に向けて、建て替え工事が進められている。

## アクセス
公営バスである「TheBus」のバス停が設けられているほか、広大な駐車場も用意されている。
またはスカイラインハラワ駅下車すぐ。